# Aldeanueva de la Serrezuela
Aldeanueva de la Serrezuela település Spanyolországban, Segovia tartományban. Aldeanueva de la Serrezuela Torreadrada, Haza, Aldehorno, Fuentenebro, Navares de Enmedio és Navares de las Cuevas községekkel határos. Lakosainak száma 42 fő (2024).

## Népesség
A település népessége az elmúlt években az alábbi módon változott:
| Lakosok száma | 50   | 54   | 46   | 56   | 52   | 54   | 49   | 44   | 41   | 42   |
|               | 2001 | 2004 | 2007 | 2009 | 2012 | 2014 | 2017 | 2019 | 2022 | 2024 |